# Frederik Schiern
Frederik Eginhard Amadeus Høst Schiern, född den 22 november 1816, död den 16 december 1882, var en dansk historiker, son till Jens Kragh Høst. 
Schiern blev 1839 juris kandidat och tog 1842 magistergraden på en avhandling om cimbrerna. Efter en längre utrikesresa började han 1844 hålla föreläsningar samt blev 1847 lektor och 1851 professor vid Köpenhamns universitet. Med sällsynt skarpsinne förstod Schiern att anställa jämförelser mellan historiska tilldragelser. Han var 1848-49 medlem av den grundlagstiftande riksförsamlingen och 1855-61 av folketinget. Han hörde till det nationalliberala partiet och spelade ingen framstående roll som politiker. 
Schiern skrev blott ett enda större verk, och detta blev endast till hälften färdigt, nämligen det om stor lärdom vittnande Europas folkestammer (1851); men i sina Historiske studier (2 band, 1856- 57, ny samling, 2 band, 1875-79) lämnade han en mängd avhandlingar, lika lärda som intressanta och omsorgsfullt utarbetade, företrädesvis behandlande folkslagens vandringar och inbördes brytningar i äldre och nyare tider. En större avhandling om Kongeriget Skotlands endelige forening med kongeriget England (1867) är inte upptagen i dessa studier.

## Utmärkelser
- Riddare av Dannebrogorden,  1858[4]
- Dannebrogsmännens hederstecken,  1879[4]
- Köpenhamns universitets guldmedalj[4]

[Redigera Wikidata]